# 片上宗二
片上 宗二（かたかみ そうじ、1943年3月7日-　）は、日本の教育学者。広島大学名誉教授。
関東州大連市生まれ。愛媛県出身。1965年広島大学教育学部卒、70年同大学院教育学研究科博士課程満期退学、茨城大学教育学部助手、講師、助教授。1990年広島大学教育学部助教授、91年「わが国における社会科成立過程の研究」で広島大学より教育学博士の学位を取得。93年広大教育学研究科教授。1997-2001年広島大学教育学部附属小学校校長、2006年定年退官、名誉教授、安田女子大学文学部教授。2013年退任。2002-05年全国社会科教育学会会長。2003-06年中央教育審議会教育課程部会教科別専門部会委員。

## 著書
- 『社会科授業の改革と展望 「中間項の理論」を提唱する』明治図書出版 現代授業論双書 1985
- 『日本社会科成立史研究』風間書房 1993
- 『「社会研究科」による社会科授業の革新 社会科教育の現在,過去,未来』風間書房 2011
- 『社会科教師のための「言語力」研究 社会科授業の充実・発展をめざして』風間書房 2013

### 主な共編著
- 『敗戦直後の公民教育構想』編著 教育史料出版会 1984
- 『夢を育てる社会科学習 新時代を生きる力』谷川彰英共編著 東京書籍 2000
- 『教育用語辞典』山崎英則共編集委員代表 ミネルヴァ書房 2003
- 『"民主政治"をめぐる論点・争点と授業づくり』編著 明治図書出版 2005

## 論文
- Cinii

## 注
1. ↑  『現代日本人名録』
2. ↑  『社会科教師のための「言語力」研究』著者紹介